# Hipòlit Rovira
Hipòlit Rovira Marí (València, 1695 - 1765) fou un pintor i gravador valencià, fill de l'escultor Vicent Rovira i de la seua segona esposa Maria Marí, batejat a la parròquia de Sant Esteve el 15 d'agost de 1695.

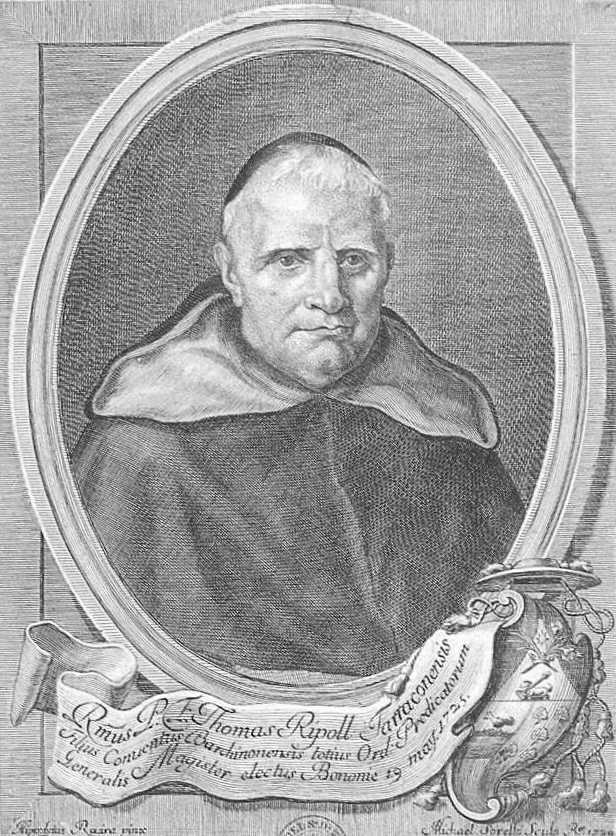
Aiguafort representant el General Dominic Tomàs Ripoll dibuixat per Rovira i esculpit per Miquel Sorelló

## Biografia i obres
Rovira tingué una primerenca afició al dibuix i al gravat, animada i supervisada per Evarist Muñoz Estalrich i pel gravador Joan Baptista Ravanals. Aquesta precocitat artística es reflecteix en un gravat aparegut a l'obra "Las tres púrpuras de Alzira. Bernardo, María y Gracia" (escrita pel canonge de la catedral Jaume Cervera i impresa el 1707 als tallers de Jaume Bordazar). Una altra obra, més treballada, fou el gravat per il·lustrar el primer volum del Museo Pictórico d'Antonio Palomino. El 1716 gravà el retrat del venerable dominic fra Doménec Anadon per a la vida escrita pel pare Serafí Tomàs Miguel. Posteriorment gravaria la capçalera de les Patentes de sanidad de València, encàrrec de l'Ajuntament de la ciutat; també s'encarregaria de dues estampes amb motiu de la canonització de Francesc de Regis. Hipòlit Rovira també realitzà retrats: del marqués de Dosaigües (el seu protector), de l'arquebisbe Company (segons un dibuix de J. Camaron), del comte de l'Alcúdia i d'Hug de Montcada, general de les galeres valencianes (segons un dibuix de J. Carmona).
Com molts dels artistes de l'època, viatja a Itàlia per a formar-se, cap al 1720. Allí entra en contacte amb Corrado Giaquinto i Sebastiano Conca. A Roma gaudí de la protecció del pare Vicent Ripoll, general de l'orde dels dominics, dedicant-se a copiar els frescos de Carracci del Palau Farnese (segons testimonien Orellana i Ceán).
Tornà a València, després que la seua salut física i mental se'n ressentira, on pintà la cúpula de la capella de Sant Lluís Bertran del convent de predicadors. El 1736 rep un pagament per la neteja de les taules de l'altar major de la catedral de València, per a la qual també pintà dos quadres: La conversació de sant Pau i Sant Jaume Matamoros. Per al monestir de la Saïdia pintà un Naixement de l'Infant Déu i una Mare de Déu del Roser. A la casa d'Ignasi Vergara hi havia altres pintures seues, com un Sacrifici d'Isaac, segons indica Orellana.

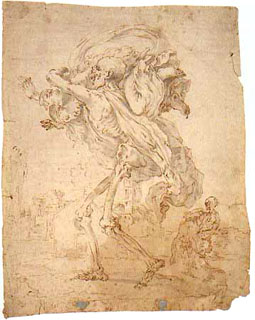
Dibuix d'Hipòlit Rovira

El seu protector, Ginés Rabassa de Perellós, nomenat marqués pel rei Carles II, tenia allotjat a Hipòlit al palau dels antics barons de Dosaigües, i a ell es deu l'encàrrec per a la nova portada del palau, ideada per Rovira i executada per Ignasi Vergara i Lluís Domingo a partir de 1740. De la mateixa manera també s'encarregà de dissenyar una carrossa per al marqués (la Carrossa de les Nimfes, conservada al palau) que igualment esculpí Vergara.
L'empitjorament de la salut mental d'Hipòlit Rovira Merí provocà el seu trasllat a la Misericòrdia i després a l'Hospital General de València, on moriria el 7 de maig de 1765.
A banda de les seues facetes com a pintor i gravador, Rovira destacà per les seues habilitats per al dibuix. Se'n conserven exemplars que mostren les seues aptituds al Museu de Belles Arts de València, diverses acadèmies de nus, temes religiosos com Immaculada, Sant Antoni abat o La mort de la Mare de Déu; a més d'una figura d'un pastor (signat l'11 de març de 1757) i dos dibuixos curiosos que representen esquelets, que guardarien relació amb un altre dibuix semblant conservat al Prado.